# Olefirivka, Petropavlivka
Olefirivka (în ucraineană Олефірівка) este un sat în comuna Dmîtrivka din raionul Petropavlivka, regiunea Dnipropetrovsk, Ucraina.

## Demografie
Componența lingvistică a localității Olefirivka
     Ucraineană (93,6%)
     Rusă (6,12%)
Conform recensământului din 2001, majoritatea populației localității Olefirivka era vorbitoare de ucraineană (93,6%), existând în minoritate și vorbitori de rusă (6,12%).